# سایم داربی پراپرتیز
سایم داربی پراپرتیز (انگلیسی: Sime Darby Property) شرکت دولتی املاک و مستغلات مالزیایی است، که در سال ۲۰۰۷ تأسیس شد.